# Aeropuerto de Sancti Spíritus
El Aeropuerto de Sancti Spíritus (IATA: USS, OACI: MUSS) es el aeropuerto que presta servicio a la ciudad de Sancti Spíritus, capital de la Provincia de Sancti Spíritus, en Cuba.

## Instalaciones
El aeropuerto reside a una elevación de 90 m sobre el nivel del mar. Posee una pista designada 03/21 con una superficie de asfalto que mide 1801 x 29 m.